# Palazzo Maffettone
Il Palazzo Maffettone è un edificio di valore storico e architettonico di Napoli, situato in via Enrico Pessina nel quartiere San Lorenzo.
Il palazzo venne costruito attorno al 1870 in seguito alla demolizione delle Fosse del Grano e alla nascita dell'attuale via Pessina. Prende il nome da Raffaele Maffettone, un facoltoso imprenditore di pellami, che lo commissionò . La famiglia Maffettone era proprietaria di magnifiche carrozze e di splendidi cavalli che teneva nelle rimesse e nella scuderia del Palazzo in via Pessina.Offriva solo a titolo di cortesia carrozze, cavalli e cocchieri  nel corso di occasioni eccezionali; una di queste fu la visita a Napoli del principe e futuro imperatore del Giappone Hirohito nel 1921.
Sessantatre' anni dopo nel 1984  il giornalista Alfonso Maffettone, pronipote del fondatore del Palazzo Maffettone, fu nominato corrispondente dell'Ansa a Tokyo e fece avere ad Hirohito , tramite  l'agenzia di stampa nipponica Kyodo, rare foto di famiglia in ricordo della visita a Napoli. Una delle immagini, conservate in un cassetto e ingiallite dal tempo, ritraeva il sovrano, allora principe ereditario del Giappone, in compagnia del Duca di Spoleto, Aimone d'Aosta sulla piu' bella carrozza a due cavalli della famiglia Maffettone e condotta dal cocchiere Ciccillo Storace durante la sfilata Reale del 17 luglio 1921 in Corso Umberto I nella città  partenopea.
Hirohito, ormai ottantatreenne, si commosse nel rivedersi giovane ventenne a Napoli, Pompei, Ercolano, Capri, importanti tappe culturali del suo primo viaggio in Europa che lo fece venire in contatto con il Mondo Occidentale.
Le foto, riporto' la Kyodo,  risultarono documenti storici inediti ed esclusivi perche' mancavano immagini della  visita a Napoli di Hirohito nell'archivio del  viaggio nel vecchio Continente. L'imperatore invito' Alfonso Maffettone al Palazzo Imperiale, unico giornalista ammesso in visita privata nella residenza del Tenno e a ricordo dell'evento il sovrano gli regalò un bellissimo libro illustrato sul Palazzo Imperiale di Tokyo con una lettera di accompagnamento del Gran Ciambellano Sukemasa Irie.
Il palazzo Maffettone si presenta come un'imponente costruzione in stile neoclassico di cinque piani. La sua maggiore peculiarità architettonica sta nelle due slanciate scale aperte dalle tre arcate a tutto sesto per livello che si innalzano sulle pareti laterali del cortile.
Per quanto riguarda gli interni, più appartamenti conservano ambienti con affreschi e decorazioni di stampo eclettico.  A spiccare è soprattutto la casa dei discendenti Maffettone, sita al primo piano nobile, contenente una sontuosa sala da ballo in stile neo-barocco (con il soffitto affrescato da Federico Maldarelli, rivestimento parietale in seta di san Leucio, alte specchiere dorate e pavimento in cotto) e una cappella privata con opere scultoree di Tommaso Solari. 
Il dott. Alfonso Maffettone, pronipote di Raffaele Maffettone, custodisce nel suo appartamento, situato nel Palazzo Maffettone, una lettera scritta di proprio pugno da Sant'Alfonso Maria de' Liguori il 3 giugno 1749, che gli storici e i devoti del Santo cercavano da centosettantacinque anni.
Lo scritto, ricevuto per via ereditaria,  misura 28x21 cm, è su carta filigranata e faceva parte di un fitto scambio di corrispondenza fra il Dottore della Chiesa e l'abate Giuseppe Maria Muscari sul decreto di scomunica da infliggere agli "esercizianti"  (secondo la terminologia del tempo, erano tutti coloro che praticavano gli esercizi spirituali nelle case redentoriste) che avessero potuto rendersi colpevoli del  furto di libri nelle quattro protocase redentoriste di Ciorani, Pagani, Deliceto e Caposele. 
Questa lettera, autenticata e trascritta nel 1840 da P. Giuseppe Mautone, Procuratore generale e Postulatore della causa di Canonizzazione del Beato Alfonso de' liguori,  andò  smarrita e non pote' essere inclusa nell' epistolario dell' autore di "Tu scendi dalle stelle", che conta più di 1900 missive censite presso la Congregazione del Santissimo Redentore fondata da Sant'Alfonso, custodite presso la Congregazione stessa, presso enti di diverso genere e  privati. 
Nel 2015 il prof.Mario Sista, ricercatore e storico locale, ha fatto uno studio sulla lettera del 3 giugno 1749 ed ha affermato, in un articolo pubblicato su Spicilegium Historicum Congregationis SS.mi Redemptoris, la famosa rivista della Congregazione dei Padri Redentoristi, che la lettera ritrovata nel Palazzo Maffettone era quella originale di Sant'Alfonso del tre giugno1749 e che il suo possessore  Alfonso Maffettone, l'aveva ricevuta in eredità dal padre Raffaele Girolamo che a sua volta l'aveva ereditata dai genitori, Alfonso Maffettone e Laura de Angelis Effrem di Torre Ruggiero ai quai era stata donata nel 1902 dai parenti Lucarelli,  famiglia patrizia di Aversa e legittima proprietaria dello scritto.
Sulla facciata sono collocate due epigrafi che documentano la scomparsa di due illustri condomini: Nicola Rocco e Carlo De Vincentiis.

## Galleria d'immagini

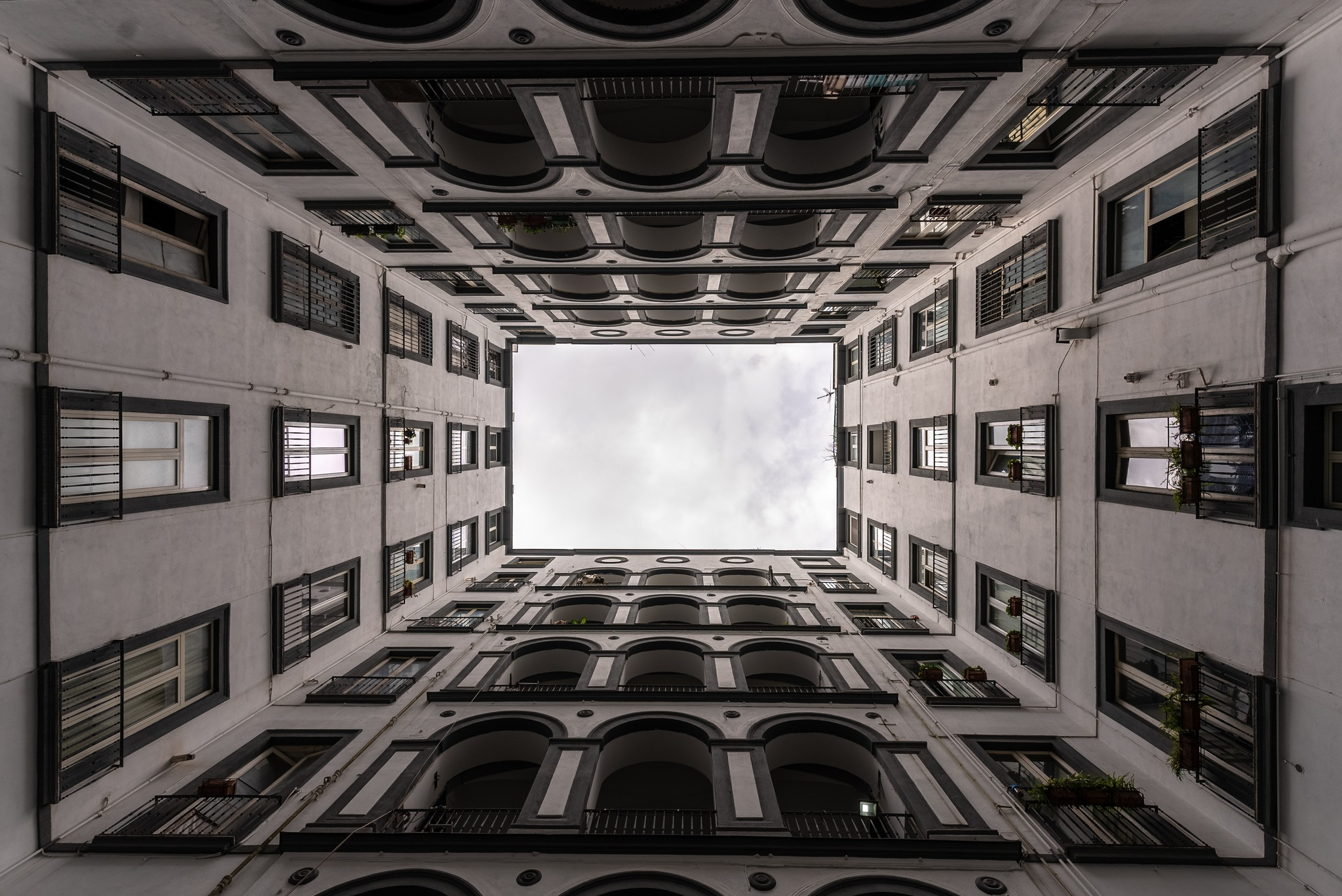
Il cortile con i due scaloni aperti